# Euderomphale bemisiae
Euderomphale bemisiae är en stekelart som beskrevs av Gennaro Viggiani 1977. Euderomphale bemisiae ingår i släktet Euderomphale och familjen finglanssteklar.
Artens utbredningsområde är Italien. Inga underarter finns listade i Catalogue of Life.